# Chakram
En chakram er et gammelt indisk kastevåben, der varierer i diameter. Normalt ca. 25 -30 cm. Minder om en græsk Discos, skarp æg, dog ikke massivt centrum
| Militær | Spire Denne artikel om militær er en spire som bør udbygges. Du er velkommen til at hjælpe Wikipedia ved at udvide den. |